# أندريه برتراند
أندريه برتراند هو متزحلق جبال الألب كندي، ولد في 1 يونيو 1931 في مدينة كيبك في كندا.

## وصلات خارجية
- أندريه برتراند على موقع أوليمبيديا (الإنجليزية)